# NGC 6684A
NGC 6684A је галаксија у сазвежђу Паун која се налази на NGC листи објеката дубоког неба.
Деклинација објекта је - 64° 49' 53" а ректасцензија 18h 52m 23,6s. Привидна величина (магнитуда) објекта NGC 6684 износи 12,6 а фотографска магнитуда 13,2. NGC 6684A је још познат и под ознакама ESO 104-19, AM 1847-645, PGC 62517.